# Araucária (Paraná)
Araucária es un municipio brasileño del estado de Paraná. La población contabilizada en 2010 es de 119 207 habitantes.

## Localización y acceso
Integrado a la Región Metropolitana de Curitiba, en la primera meseta paranaense, ocupa un área de 460,85 km², se encuentra a 857 m sobre el nivel del mar. Situada en los márgenes del Río Iguazú, es cortada por la BR-476, la Carretera del Xisto, vía de interconexión de la Región Sudoeste del País. Está a 27 km del centro de Curitiba.

## División territorial
Como Araucária es un municipio bastante extenso territorialmente, está dividido en barrios grandes y estos divididos en lotes. El área urbana representa cerca de un tercio del territorio municipal.